# Ceratophysella jonescoi
Ceratophysella jonescoi är en urinsektsart som först beskrevs av F. Bonet 1930.  Ceratophysella jonescoi ingår i släktet Ceratophysella och familjen Hypogastruridae. Inga underarter finns listade i Catalogue of Life.